# Glaphyromorphus timorensis
Glaphyromorphus timorensis är en ödleart som beskrevs av  Allen E. Greer 1990. Glaphyromorphus timorensis ingår i släktet Glaphyromorphus och familjen skinkar. Inga underarter finns listade i Catalogue of Life.